# 無限のフロンティア スーパーロボット大戦OGサーガ
『無限のフロンティア スーパーロボット大戦OGサーガ』（むげんのフロンティア スーパーロボットたいせんオージーサーガ）は、2008年5月29日にバンダイナムコゲームス（バンプレストレーベル）から発売されたRPG。

## 概要
異世界を舞台に、人間、アンドロイド、獣人といったさまざまな種族が登場するファンタジーRPG。バンダイナムコゲームスが展開しているロボットウォーシミュレーションゲーム「スーパーロボット大戦OGシリーズ」とキャラクターや世界観がリンクしていることから「スーパーロボット大戦OGサーガ」の副題がついており、スーパーロボット大戦シリーズのひとつに数えられている。開発は、過去にバンプレストに所属し、同シリーズのプロデューサーを務めていたこともある森住惣一郎が所属するモノリスソフト。また、同社が開発した『ゼノサーガ』や『NAMCO x CAPCOM』に登場したキャラクターもゲスト出演しており、ストーリー上では二重の相互関係が成立している。
スーパーロボット大戦シリーズの特徴である派手な戦闘アニメーションに、タイミングよくボタンを押すことでコンボが繋がっていく対戦格闘ゲームのような要素を盛り込んだ戦闘システムを採用。そのほかにも「精神コマンド」や「援護攻撃」といった同シリーズのシステムが、アレンジされて搭載されている。戦闘が多いRPGであることから、飽きられないよう台詞のバリエーションが充実しているが、ボイスデータの容量がROM容量の半分を占めており、そのしわ寄せでフィールドマップは簡素なものになっている。『スーパーロボット大戦W』同様にDSのGBAスロットを利用し、特典アイテムを獲得できる要素もある。
2010年2月25日には本作の続編となる『無限のフロンティアEXCEED スーパーロボット大戦OGサーガ』が発売された。

## あらすじ
様々な世界がクロスゲートと呼ばれる門によって繋がれた異世界・エンドレス・フロンティアでは、近年ミルトカイル石と呼ばれる謎の結晶が世界各地に現れる怪現象が発生していた。
賞金稼ぎのハーケン・ブロウニングは、部下のアンドロイド・アシェン・ブレイデルや和の国の皇族・楠舞 神夜（なんぶ かぐや）とそのお目付役の錫華姫（すずかひめ）と共にこの怪現象の調査に乗り出した。
道中、エンドレス・フロンティア以外の世界からやってきたという有栖 零児（ありす れいじ）、小牟（シャオムゥ）、KOS-MOS（コスモス）などを味方に付けた一行は、ミルトカイル石、ひいてはエンドレス・フロンティアの秘密に迫っていく。

## 登場人物
OGシリーズに登場する人物やメカに加えて、童話やおとぎ話をモチーフにしている。KOS-MOS、零児、小牟は河野さち子によるリファインイラストが公開された。
ハーケン、アシェン、カルディアの正体についてはシャドウミラー、ヴァールシャイン・リヒカイトの正体についてはアインストを参照。

### 主人公側
ハーケン・ブロウニング
声 - 檜山修之
本作の主人公で、ロストエレンシア出身の賞金稼ぎ。年齢は23歳。地上戦艦「ツァイト・クロコディール」の艦長でもあり、ツァイトの仲間からは「艦長」「キャプテン」と呼ばれている。銃口の下にブラスティング・ステーク、銃床の上に刃（フェイク・リッパー）を装備した複合マシンガン「ナイトファウル」と、長銃身のリボルバー拳銃「ロングトゥーム・スペシャル」を操るほか、トランプ型の爆弾を使う。身長は設定されていないが、森住によると180cmのイメージ。
クールでニヒルな性格。洞察力は鋭いが、言動がキザすぎるため周囲からは「カッコつけ野郎」「チャラ男」「キザ生物」などと言われる事も多い。他人にあだ名をつけることが多く、会話の節目で「OK、（対話相手のあだ名）」という台詞で仕切りを入れる。
『OG』シリーズに登場するエクセレン・ブロウニング、レモン・ブロウニングと同姓である。
名前は「ピーター・パン」のフック船長から（ツァイトのモチーフはフック船長の苦手な「時計ワニ」）。技の名前の由来は、ポーカーのルールや用語などから採ったギャンブル用語となっている。専用BGMは「All Correct!」。
アシェン・ブレイデル
声 - 清水香里
ハーケンの部下である戦闘用アンドロイド。幼少時のハーケンの面倒も見ており、オムツ換えをした時の記録を残している。製造ナンバーは「W07」。マイティエーラの中でハーケンと共にツァイト・クロコディールの先代艦長に拾われ、クルーとして乗り組む。両腕は回転弾倉式のスパイク付き有線ロケットアーム、両踵は蹴りの威力をアップさせるショットガン「グラスヒール」となっている。両腿部にはミサイルを搭載する。
普段は表情を表に出さないが、一時的に演算性能、運動性能を向上させる「コードDTD」発動時には、熱暴走により性格と口調が豹変して明るく無邪気になり、表情も豊かになる。この際、冷却のためにインナースーツが展開して肌の一部が露出する。言語中枢にトラブルを抱えているらしく、敬語が上手く喋れないことがあるが、かなりの毒舌家でもあり、上司であるハーケンや客である神夜などに対しても容赦のない言動を見せる。普段は一人称が「私」だが、DTD発動時は「ボク」になる。
KOS-MOSをライバル視しているが、彼女に比べて計測などがかなり適当で、分析結果が大雑把、データの更新を忘れるといった失態から、錫華姫にポンコツ呼ばわりされている。戦闘モードがいくつもあるKOS-MOSとは違い近接戦闘モードしか存在しないが、通常モードの中には毒舌モードがあるらしい。
名前は「シンデレラ」からシンデレラ本人（シンデレラのドイツ語訳"Aschenbrödel"）であり、ハーケンから「シンデレラ」とも呼ばれる。技の由来はソウルゲインの一部武器およびアンジュルグの武器から。専用の装備品はSRWシリーズの強化パーツに関連するものがある。構想段階では赤と黒のカラーリングの予定で、漫画『コブラ』のアーマロイド・レディのポジションのつもりだったが、カラーと顔を『OG』シリーズに登場する「W17」ラミア・ラヴレスにしたことで緑を基調とした現在の形になった。専用BGMは「ASH TO ASH Ver.EF」。ラミア・ラヴレスのBGM「ASH TO ASH」のアレンジとなっている。
楠舞 神夜（なんぶ かぐや）
声 - ゆかな
本作のヒロインで、神楽天原出身。年齢は18歳。和の国の皇族「楠舞家」の姫で、家のしきたりに従って世界各地を回っている時にハーケンと出会う。可愛らしい外見とは裏腹に背丈ほどもある大剣「護式・斬冠刀（ごしき・ざんかんとう）」を自在に操り「悪を断つ剣」と名乗っている。
薄く肌を隠す量の少ない服を着ており、アシェンにサイズを「100前後」と分析された巨乳の持ち主であるため、出会ったキャラクターから事あるごとに「牛」や「乳」呼ばわり、胸に関わる悪口を向けられており、牛の魔物である毒牛頭から求婚されたこともあった。アシェンの分析では、身長はそれほど大きくないと出ているが、170cm前後となっている。口調は丁寧で、口癖は父親譲りの「○○極まりないです」。
外見の成熟に反して中身は世間知らずの天然ボケで、錫華姫からは「よく言えば前向き、悪く言えば何も考えてない」、小牟からは「ホエホエ娘」と評される。女たらしのハーケンをすぐ信用したり、毒牛頭に求婚されて照れたりするため、錫華には「男を見る目が無い」とも言われている。逆に意図せずハーケンを上手く協力させてしまうため、アシェンからは「天然の策士」とも言われた。武家の生まれのため、いざ戦闘となると一歩も退かない勇敢さを発揮し、小牟から「暴れん坊姫」とも評された。その一方で、「引っ込み思案」を特殊技能として持っており、思い込んだら1人でそれを抱え込むことがある。獣人に対しては、カッツェを「猫の人」、リィを「虎の人」など、見たままの呼び方をする。
護式・斬冠刀には神夜が「月の子供達」と呼ぶ三日月状のチャクラム「月鱗（がちりん）」がいくつもついており、戦闘時は斬り付けるだけでなくこれを飛ばして攻撃できる。神夜自身は「軽い金属でできている」と述べているが、巨大な斬冠刀を片手で振り回すことから、零児からは相当な怪力だと思われている。
モチーフは「竹取物語」のかぐや姫。技名も求婚してきた相手に課題として出した宝の名前から来ている。特殊技は花札の役が由来。専用BGMは「天衣夢泡の天満月」。この曲の元になった『天衣夢泡』は神夜専用のBGMから神楽天原のフィールドBGMに転用されている。
錫華姫（すずかひめ）
声 - 能登麻美子
神夜のお目付け役である式鬼一族の舞姫。神楽天原の“伝統攻芸”「戦術からくり」の使い手で、扇子から出した操り糸で「邪鬼銃王」を自在に操る。また、その繰り糸をワイヤーのように使っての単独戦闘もこなすが、傍目には攻撃は邪鬼銃王任せで本人は後ろで踊っているだけにしか見えないため、「何もしていない」と言われることがある。アンドロイドのアシェンとKOS-MOSに興味を持っている。
外見は14歳から15歳に見えるが年齢不詳。一人称が「わらわ」など、古風なしゃべり方をするが、「わらわ的には」など文法は現代的。口癖は前述の「わらわ的には○○である」と「よいよい」。一度だけ「せからしか!」と九州南部地方の方言を使ったことがある。神夜と同じく姫で、さらに貧乳であるため対比として「へそプリンセス」「胸板姫」などと呼ばれることがある。筋肉質な男性が好み。名前の「姫」は敬称であり、本来の名前は「錫華」である。
モチーフは鈴鹿御前。技の名前の由来は主にクラブミュージックの用語およびジャンルの当て字で、必殺技を使うとミラーボールや「みかん箱」型のお立ち台が出てくるほか、月面歩法を技能として習得している。常に腹を出しているため冷え性気味で、専用の防具には腹巻きが多い。パーティメンバーの中では唯一、他作品との関わりがないキャラクターでもある。専用BGMは「舞・闘・全・夜」「もっと!舞・闘・全・夜」。
有栖 零児（ありす れいじ）
声 - 井上和彦
『NAMCO x CAPCOM』からゲスト出演。24歳。時空のゆらぎの調査中、謎の空間転移に遭いエンドレス・フロンティアにやってきた。元の世界に戻る方法を探すためにハーケンたちと行動を共にする。なにかとクセのあるメンバーの中では最も常識的な性格のため、主にツッコミを担当するが、アシェンからは「ムッツリ野郎」と呼ばれている。神夜とは逆に、分の悪い賭けを嫌う。ハーケンとは正反対とも言える性格だが、良き理解者でもある。口癖は「そいつは重畳」。
髪の色や額の傷が左右非対称であるため、彼のみ右向き時の立ち絵が個別に用意されている。『NAMCO x CAPCOM』で小牟とコンビで1ユニットとなっていたこともあり、小牟と共通の必殺技や特殊技では前衛後衛に関係なく小牟が登場する。小牟とは20年以上の付き合いがあるらしい。小牟ほどではないが他作品のパロディを口走ることがある。
専用BGMは「ゆらぎの街のアリス」と「必勝への軌跡」。
小牟（シャオムゥ）
声 - 南央美
『NAMCO x CAPCOM』から登場。仙狐と呼ばれる中国の狐の妖怪で、外見は少女だが『NAMCO x CAPCOM』登場時の年齢は765歳。仙狐としてはまだ若者だが、一人称が「わし」など年寄りじみた口調で話す。もとの作品で共闘したKOS-MOSとはすでに知人となっており、時系列は『NAMCO x CAPCOM』のストーリーを踏襲している。
錫華姫とは相性が悪く、互いにライバル視している。役に立つ発言などもしているが、技を使用する際や会話などで様々な作品のパロディを口走り、「駄狐」などと悪口を叩かれることもある。衣装が再デザインされており、森住惣一郎は「お色気度の高いキャラたちに対抗するためノースリーブにしてチャイナ服のスリットを深くしてある」としている。
専用の防具にはメイド服などのコスプレ衣装が存在し、ATXチームのジャケットも装備できる。また、アシェンから「誰かに似てませんか?」と指摘された際にはエクセレンの口癖「わお!」という言葉で反応した（零児と小牟はATXチームのキョウスケとエクセレンを意識して作られたため）。
『NAMCO x CAPCOM』では零児とコンビを組んだ状態で一つのユニットとして行動しており、本作でも必殺技は零児と共通。使用の際は前衛後衛に関係なく零児が登場する。通常技の「小牟魔術（シャオムゥウィザード）」は『NAMCO x CAPCOM』で伏線のあった技の一つでもある。
専用BGMは「ゆらぎの街のアリス」「必勝への軌跡」。
KOS-MOS（コスモス）
声 - 鈴木麻里子
「ゼノサーガシリーズ」からゲスト出演。最終形態であるVer.4の状態。Ver.4になった直後に何らかの要因で調整槽ごと転移してきた。零児、小牟とは顔見知り。同じアンドロイドとしてアシェンと比較され、こちらは錫華に「美しい」、ドロシーに「芸術品」と呼ばれるように賞賛されることが多いが、小牟からは「ダメ出しロボ」と言われたこともある。最終調整前の状態でオートメンテナンスで起動したため、多少の動作不良を残しており、時折語尾に「にゃ」と付くことがあるが、これは『ゼノサーガ フリークス』での猫語ウイルス感染のエピソードが由来。専用のアクセサリとして猫耳パーツもある。
装備品には、同作品のシオンやジンの武器が存在する。戦闘前に小牟に「呪ってやれぃ」と言われたり、敗北したキュオンに「邪神」と呼ばれることがある。専用BGMは「TRUE ORDER」。

### その他の登場人物

#### ツァイト・クロコディール
ジョーン・モーゼス
ロストエレンシア唯一の街「トレイデル・シュタット」代表であり、ハーケンの育ての親。ツァイト・クロコディールの初代艦長で、若い頃はかなり名の通った賞金稼ぎだった。ハーケンに戦い方を教えた師匠でもあり、ナイトファウルも元々は彼が使っていたもの。ハーケンやアシェンたちのことは実の家族のように思っている。
副長のリィからは敬愛を込めて「ダディ・ジョーン（ダディ）」と呼ばれる。ゲーム中、ハーケンが弱音を吐いた唯一の人物。ハーケンと同様に「オーライ、（相手のあだ名）」で会話を区切る癖がある。
リィ・リー
先代のジョーンの頃からツァイト・クロコディールの副艦長を務める虎獣人。以前はエルフェテイルで賞金稼ぎをやっていたが、ジョーンの人柄に惚れ込みツァイト・クロコディールに乗り組む。その後はジョーンの後を継いだハーケンをサポートするが、彼の無茶な行動に頭を痛めることもある。ルボールとは旧知の仲で、かつては賞金稼ぎとしてコンビを組んでいた。若い女性を見ると「美味そうだ」などと口走って怯えさせることもある。口癖は「ハッキリ言って」。肘打ちが得意技。
モチーフは、「ピーター・パン」に登場する先住民族の娘タイガーリリー。
澄井鞠音（すみい まりおん）
ツァイト・クロコディールに乗り込むマッドサイエンティスト。ツァイト・クロコディールの機関部およびアシェンのメンテナンスを担当している。神楽天原とエルフェテイルの者を両親に持つハーフエルフ。ファントムなどのパーソナルトルーパーに強い興味を持つ。いいメカを見ると分解したくなるという癖があり、初対面のKOS-MOSまで分解しようとしたこともある。エンディングでは「ネバーランド」の調査を巡ってドロシーとキュオンと諍いになるが、ファントム、ナハト、アーベントを突きつけ脅迫して2人を黙らせた。
モチーフは「ピーター・パン」のフック船長の部下ミスター・スミー。

#### 神楽天原
琥魔（こま）
声 - 飯塚雅弓
移動商店「猫騒堂」を営む猫又の行商人。クロスゲートを使って様々な世界を渡り歩いている。本性はかなり腹黒く毒を吐くこともあるが、普段はかわいらしく愛想も調子もいい、どこか憎めない猫の獣人。行動基準は金銭なので、ハーケンたちと敵対する人物に用心棒として雇われて戦うこともあり、その際は尻尾や仕込み杖、小判やカツオ節を使っての攻撃を繰り出してくる。最初に戦うことになるボスクラスのキャラクターでもある。
専用BGMは「神出鬼没の琥魔でございます!」。
守天（しゅてん）
声 - 稲田徹
神楽天原にある式鬼一族の城「滅魏城（めぎじょう）」の城主。錫華姫のかつての恋人。錫華姫が楠舞家に出入りするのを快く思っておらず、式鬼による神楽天原の統一を目論む。薙刀と、爆炎や雷などの術で戦うが、一番の武器は怪力。かつての栄華を取り戻すべくハーケンたちと対立する。
モチーフは酒呑童子。
乙音（おとね）
声 - 大原さやか
神楽天原の皇族である楠舞家に仕える忍軍「裏玄武」の頭領。物静かかつ思慮深い性格で、神夜の武術の師匠でもある。両手、両足に装備したワイヤーや爆発するクナイを武器にして戦う。普段はエルフェテイルへのクロスゲートを監視する出島「龍寓島」に駐留している。一部の技の名前が神夜のものと同じ。
モチーフは「浦島太郎」の乙姫。龍寓島も同作品の竜宮城から。
士狼（しろう）
声 - 宮下栄治
神楽天原の武酉城に「万屋・大判小判」を構える犬獣人の商人。琥魔と仲が悪い。ハーケンなどロストエレンシアのハンターたちから珍しい発掘物を買い取っており、ハーケンもお得意様の一人である。「花咲抜刀牙」「真・花咲抜刀牙」なる技を持つらしいが、詳細不明。
モチーフは「花咲か爺」に登場する白い犬。

#### エルフェテイル
ドロシー・ミストラル
声 - 桑谷夏子
エルフェテイルにある城塞都市「エスメラルダ城塞」の城主のダークエルフ。たびたびクロスゲートを通過してはロストエレンシアから価値のある遺物を盗掘している。
様々な研究や発明を行う才女だが、高飛車な性格でヒステリックな一面を持つ。戦闘時にはスカートの中から爆弾を出して相手に蹴り飛ばすという戦法を使うが、時折爆弾の中にダンディライオン2号が混じっている。幼少時のハーケンたちと遺跡で鉢合わせしたことがあり、そのときハーケンに大量の爆弾を蹴りつけたという過去がある。その後もハーケンとは度々顔を合わせており、ハーケンからは「ボンバー・ガール」、アシェンからは「爆弾魔」と呼ばれている。研究費用を捻出するために高値でアイテムを売買しているが、売りものにはガーターベルトや体操服など、コスプレ関係の装備品が多い。
モチーフは「オズの魔法使い」から。戦闘BGMは「戦う者達の思惑」、「BOMBER GIRL!」。
ルボール・ククルス
声 - 置鮎龍太郎
エルフェテイル出身の狼男。エルフェテイル南部にある「アブリエータ城」の城主で周辺のモンスターたちを統率している。傲慢かつ好戦的な性格で、低く唸る様な喋り方をする。内部に火器を仕込んだランス「ニードルロード」を武器とする。
「10年戦争」での活躍で現在の地位を獲得したため、同業だった者からは戦争で成り上がったと言われている。「10年戦争」でエルフェテイルが傷ついたことを嘆いており、今回の事件でエルフェテイルが再び戦火に見舞われることを防ぐため、フォルミッドヘイムへの侵攻を企図する。「10年戦争」の時に"篭国"を行った神楽天原には良い感情を持っていない。
モチーフは童話「赤ずきん」の狼（ラテン語でルボール＝赤、ククルス＝頭巾）。戦闘BGMは「戦う者達の思惑」。
カッツェ・コトルノス
声 - 置鮎龍太郎
デューネポリスを走り回る超大型猫型戦車「ジャイアント・マーカス号」の艦長であり、その上にある街「マーカス・タウン」代表も兼任する猫の獣人。一人称は「アタシ」で基本的にオネエ口調で人を食ったような性格だが、男らしい口調でハーケンたちを試すため戦いを挑む一幕もある。スピードを生かした跳び蹴りを得意とし、戦闘中はポケットに手を入れ、決して出すことがない。カッツェとはドイツ語で「猫」を意味する。
モチーフは「長靴をはいた猫」とブレーメンの音楽隊の猫で、必殺技の「ラウンド・エイティ」は東映名作アニメの「長靴をはいた猫 80日間世界一周」から。ショップ、戦闘時のBGMは「ほんの少しの休息」、「ORCHESTRE ARMY」。

#### オルケストル・アーミー
フォルミッドヘイム特殊部隊。「10年戦争」以前からエイゼル・グラナータを隊長とし、非常に大きな勢力を誇っていたが、戦乱末期激戦で壊滅。現状のオルケストル・アーミーはエイゼルが残りのメンバーを再編成したもので、未だに人手不足らしい。共通して使われる専用BGMは「ORCHESTRE ARMY」。モチーフはオーケストラで、メンバーはブレーメンの音楽隊から来ている（ネコ担当はカッツェ）。

##### 所属人物
エイゼル・グラナータ
声 - 稲田徹
フォルミッドヘイムの特殊部隊「オルケストル・アーミー」隊長。ドクロのような仮面をかぶった沈着冷静で寡黙な戦士。戦闘時は爆弾のついた斧「マックス・アックス」で戦う。また、コートはリアクティブアーマーとしての機能を持つ。ほとんど初対面の零児やKOS‐MOSの本質を一目で見抜く眼力の持ち主で、必殺技使用時に一定確率でキャラクター毎のセリフを述べる。
エイゼルとはドイツ語で驢馬を意味し、モチーフはブレーメンの音楽隊のロバ。
ヘンネ・ヴァルキュリア
声 - 桑谷夏子
「オルケストル・アーミー」のメンバーで、空中戦を得意とする有翼人。ケンカっ早い姉御肌の女性。手からビームソード「シュナーベル・セイバー」を発生させて敵を斬る。また、羽根を弾丸として相手に撃ち込むこともできる。報告書の内容は極めてまともだが、アシェンに関する報告書はキュオンのものが混じってしまっていた。髪の毛はセミロング。「10年戦争」時は傭兵として前線で戦っていた。
ヘンネとはドイツ語で雌鶏を意味し、モチーフはブレーメンの音楽隊のメンドリ。
キュオン・フーリオン
声 - 飯塚雅弓
「オルケストル・アーミー」のメンバー。無邪気で明るい悪魔娘。「名前は秘密」と言いながら一人称が自分の名前だったため即座にばれてしまい、聞かれてもいないのに自分の所属組織を明かしたりする。ハーケンたちには罵倒を浴びせていくが、人柄は認めている。竜巻や吹雪、稲妻などの様々な魔法弾を撃てる"戦術砲機"「ブロンテ・クラフト」で戦う。また帽子の中からビットを呼び出しての一斉攻撃も行う他、箒に乗っての空中戦もこなす。報告書の内容は小牟と同レベル。見た目も言動も幼いが、「10年戦争」に後方支援として参加しており、見た目通りの年齢では無い模様。部隊内に親衛隊が存在。
キュオンとはドイツ語で犬を意味し、モチーフはブレーメンの音楽隊の犬。

#### シレーナ海賊団
アン・シレーナ
声 - 大原さやか
海底国家「ヴァルナカナイ」に住む人魚で、海賊船「サイレント・ウォークス」の船長。大らかで大雑把で面倒臭がりな性格なので、船長としての業務は副官のボニーに任せきり。両手に持った大型バズーカ「バブル・カノン」と尻尾を使っての攻撃を行う。面倒くさくなるとバズーカで辺り構わず吹き飛ばすという奇癖を持つ。人魚なので下半身は魚の尾だが、筋力が強く陸上でも問題なく活動している。男を見る基準は「鱗」であり、人間の男はハンサムでも興味がない。神夜に匹敵する巨乳の持ち主でもある。
モチーフは「人魚姫」＋実在した海賊アン・ボニー。ショップ、戦闘BGMは「我らシレーナ海賊団」、「戦う者達の思惑」。
ボニー・マクシマド
声 - 三宅健太
アンの副官の半魚人。剛胆かつ実直な性格で、面倒くさがりな船長のアンをサポートしているが、時には悪ノリすることもある。戦闘時は二丁ショットガン「パーシューター」を使うほか、仲間の魚たちを呼び寄せての一斉攻撃を行う。

#### 異世界からの訪問者
T-elos（テロス）
声 - 鈴木麻里子
「ゼノサーガシリーズ」から登場。KOS-MOSと同じ超未来からやってきた戦闘用アンドロイドで、KOS-MOSとほぼ同じ武装を持つ。性格は残忍かつ傲慢でKOS-MOSに激しい憎悪と敵意を持っている。虚数空間を通ってこちらにやってきたわけではない模様。
沙夜（さや）
声 - 折笠愛
『NAMCO x CAPCOM』から登場。零児と小牟の所属する「森羅」と敵対する「逢魔」のエージェント。零児の父を殺害し、零児の頭部に傷を負わせた宿敵でもある。『NAMCO x CAPCOM』の事件で零児に倒されたはずだが、なぜ復活しているのかは明かされていない。
毒牛頭（どくごず）、毒馬頭（どくめず）
声 - 西嶋陽一（毒牛頭） / 奈良徹（毒馬頭）
沙夜の部下。『NAMCO x CAPCOM』では台詞がなかったが、今回は立ち絵や台詞、声が用意された。沙夜の両脇を固める腹心で、毒牛頭は斧、毒馬頭はメイスを武器とする他、どちらも毒の息を吐いてくる。気まぐれで奔放な沙夜にはやや振り回され気味。毒牛頭は初対面の神夜に一目惚れしたらしく、ことあるごとに求婚してくる。

#### その他
カルディア・バシリッサ
声 - 鈴木麻里子
アシェンに似たアンドロイドで製造ナンバーは「W06」。両手両足に「スザク・ブレード」を、腰部に投擲武器「スラッシュ・リッパー」を装備している。メインカラーが赤紫でショートヘアなど、特徴が『OG』シリーズのW16エキドナ・イーサッキと共通する。ネバーランドに記録されていたデータの機密を守るため、ハーケンたちの前に立ちふさがる。
詳細はシャドウミラーを参照。
ヴァールシャイン・リヒカイト
声 - 楠大典
謎の敵“アインスト”を束ねる存在。その姿は同じくアインストであるペルゼイン・リヒカイトに似る。
詳細はアインストを参照。

## 機動兵器
他の作品と違い、機体の全高は3m程度。

### パーソナルトルーパー
次元転移に失敗しエンドレスフロンティアに墜落した戦艦「ネバーランド」に残されていたデータを解析し、フォルミッドヘイムの技術によってダウンサイジングされ製造された機動兵器。元のパーソナルトルーパーとは異なり、搭乗者を必要とせず自律稼動している。3機のパーソナルトルーパーはゲームが進むと仲間になり、援護攻撃や特殊技を使用することで呼び出し可能。複数のパーソナルトルーパーが仲間になっている状態で援護に呼び出した場合、同行している機体のうちどれか1体がランダムで登場する。パーソナルトルーパーの強さはハーケンの強さに準じる。
ゲシュペンスト
ハーケン・ブロウニングの専用機体として開発された、正式名称ゲシュペンスト・ハーケンのレプリカ。雑誌での宣伝時は「ファントム」と表記され、ゲーム中でもそう呼ばれる。従来シリーズのゲシュペンストと酷似しており、こちらの世界でもパーソナルトルーパーとして分類されている、3メートル級の人型戦闘兵器。大型投擲武器グラン・スラッシュリッパーを背中のコンテナに装備しているほか、左手に3本のプラズマ兵器を装備。それぞれグラン・プラズマカッター、プラズマサイズとなる。また、胸部にゲシュペンスト・タイプSに見られたブラスターキャノンらしき武装を持っており、攻撃の締めに多用される。専用BGMは「TIME TO COME (ver.EF) 」。下の2機も同様だが、仲間になると戦闘時にランダムで機体のBGMが流れるようになる。
アルトアイゼン・ナハト
ファントムの上位機種にあたるパーソナルトルーパー。雑誌での宣伝時は「ナハト」と表記されており、ゲーム中でもそう呼ばれる。従来シリーズのアルトアイゼンに酷似している。名前はアルトアイゼンの夜間迷彩仕様で同名称のアルトアイゼン・ナハト、形状はOGSのOG2冒頭で登場した『OG』シリーズの世界のパラレルワールドで使用されている連邦軍特殊鎮圧部隊ベーオウルブズ配属機のゲシュペンストMk-IIIと同様の外見であり、仕様もそれに準じたものになっている。固定兵装にリボルビング・ブレイカー、レイヤード・クレイモアを装備している。また左腕にはシールドを装備し、5連チェーンガンを内装している。出力の上昇に伴い装甲が赤熱化し、機体が赤く染まる。劇中ではミルトカイル石を狙い、神楽天原やヴァルナカナイに姿を現しているが、なぜミルトカイル石を求めていたのかは不明。詳細はATX計画を参照。専用BGMは「鋼鉄の孤狼 (ver.EF) 」。
ヴァイスリッター・アーベント
ファントムの上位機種にあたるパーソナルトルーパー。雑誌での宣伝時は「アーベント」と表記されており、ゲーム中でもそう呼ばれる。機体色が赤に変更されているが武装など、ヴァイスリッターに似る。オクスタン・ランチャー型の主武装、パルチザン・ランチャーを装備し、これにはハウリング・ランチャーに見られた尻尾のようなコードが接続されており、ビームと実弾の撃ち分けが可能。固定武装として、左腕に3連ビームキャノンを搭載する。出力が上昇すると装甲の塗装が一部剥離して印象が変わる。劇中ではロストエレンシアに姿を現した後、上記のナハト共々ヴァルナカナイに出現している。行動理由はナハトと同じく不明。詳細はATX計画を参照。専用BGMは「白銀の堕天使 (ver.EF) 」。

### 伝統攻芸戦術からくり
神楽天原の式鬼一族に伝わる戦闘用のからくりである。
邪鬼銃王（ジャキガンオー）
錫華姫が操る、全高3mほどのからくりメカ。兵種名称は伝統攻芸戦術からくり。機体各所に内蔵されたガトリング砲やバズーカ、爆弾などの火器により戦う。「顔」に相当する部位が存在する。扇子から発せられる妖気の糸を使い、錫華が舞いながら操る。操縦は非常に難しく、錫華姫は「素人にはオススメしない」と述べた。零児からはしばしばジャキカンフーと呼ばれる。必殺技は邪鬼銃・桃源郷（トーキョー）。他の戦術からくりは自律稼働型が大半を占めている中、これは動力を持たない。

### その他
アークゲイン
ハーケン達の前に立ちふさがる最強の戦闘アンドロイド。武器形状と戦闘スタイルがWシリーズに近く、当初はW00と誤認されていた。元はネバーランドに搭載されていた機動兵器である。専用BGMは「DARK KNIGHT (ver.EF)」。
アインストファントム、アインストナハト、アインストアーベント、アインストアークゲイン
それぞれの機体がアインストによって複製されたもの。機体再生能力が強化されている。

## スタッフ
- プロデューサー - 塚中健介（バンダイナムコゲームス）
- 開発プロデューサー - 石谷浩二（モノリスソフト）
- 開発ディレクター - 森住惣一郎（モノリスソフト）
- スーパーバイザー - 寺田貴信（バンプレソフト）
- メインキャラクター・メカデザイン - 斉藤和衛
- サブキャラクターデザイン - 浅川圭司
- キャラクターイラスト - 河野さち子
- 製作協力 - 創通、角川書店ほか
- 開発 - モノリスソフト

## プロモーション

### タイアップソング
「Butterfly」
作詞・作曲 - 中田ヤスタカ、歌 - Perfume（徳間ジャパンコミュニケーションズ）

### 購入特典
初回限定特典として、本作の一部BGMと本作のプロローグにあたるサウンドドラマが収録されたCDが付属している。

## 関連商品

### 攻略本
- 無限のフロンティア スーパーロボット大戦OGサーガ ザ・マスターガイド ISBN 978-4-04-867140-8
- 無限のフロンティア スーパーロボット大戦OGサーガ パーフェクトバイブル ISBN 978-4-7577-4323-6

### コミック
無限のフロンティア スーパーロボット大戦OGサーガ
作画：斉藤和衛、企画・監修：バンプレスト、森住惣一郎 ISBN 978-4-04-715121-5